# Pouvoir législatif
 (août 2024).

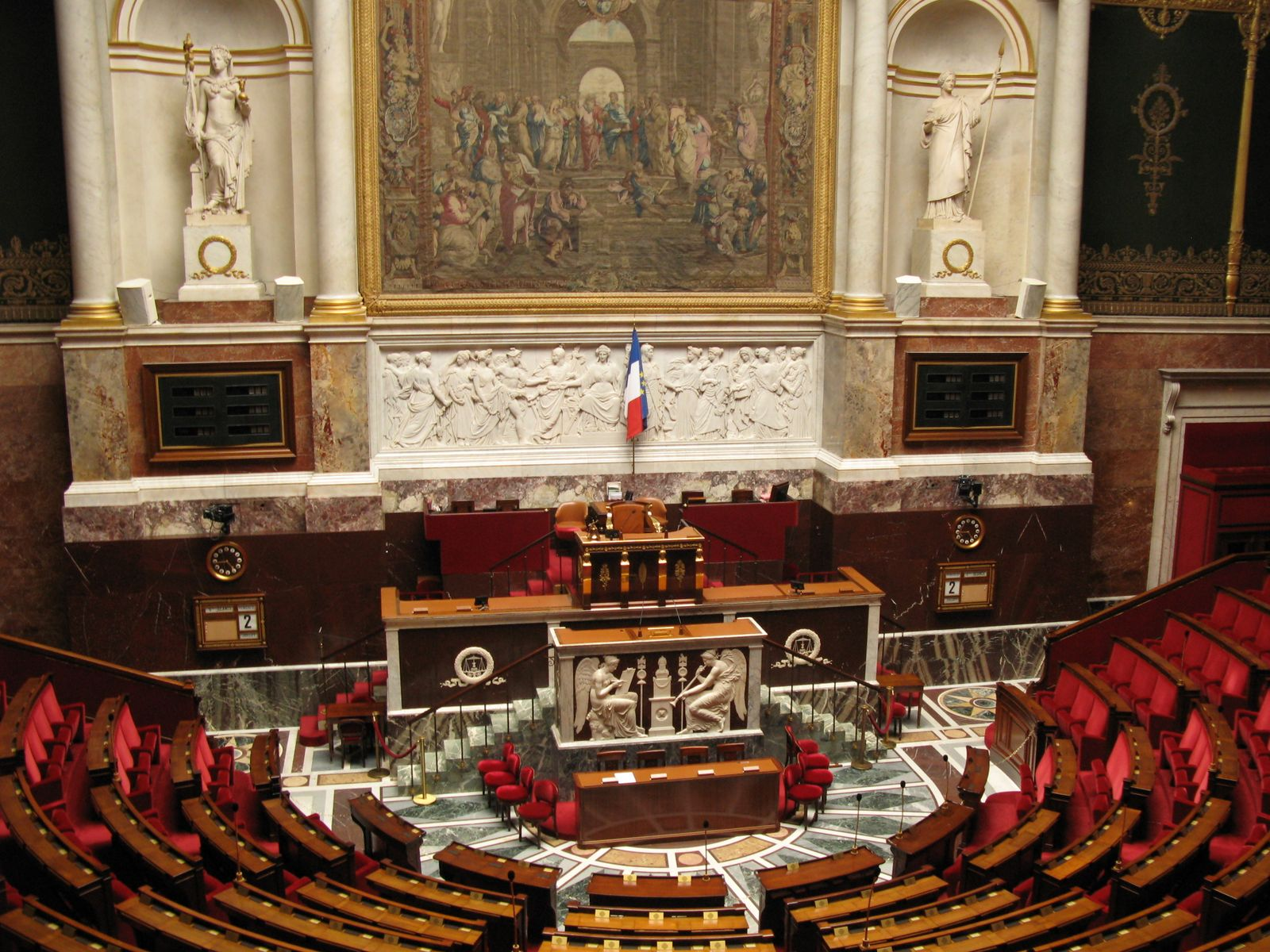
L'Assemblée nationale, chambre basse du Parlement français.

Le pouvoir législatif est, dans la théorie de la séparation des pouvoirs de Montesquieu appliquée aujourd'hui[Quand ?] dans les régimes démocratiques, l'un des trois pouvoirs constituant un État, avec le pouvoir exécutif et le pouvoir judiciaire.
Il est en général chargé de voter la loi, de gérer le budget de l'État, et, selon les pays, de contrôler l'action du pouvoir exécutif et judiciaire.
Le plus souvent, il est exercé sous la forme d'un parlement.

## Rôle
En France, le pouvoir législatif a pour rôle de voter les lois sur une proposition émanant du gouvernement (projet de loi) ou des parlementaires (proposition de loi)
Il a un pouvoir de contrôle sur le pouvoir exécutif (seulement sur le gouvernement en France car le président de la République n'est responsable devant personne) à l'aide d'une motion de censure. Une motion de censure permet de renverser le gouvernement. Elle doit être déposée par un dixième des députés, puis votée à la majorité absolue à l'Assemblée nationale.
Le parlement possède plusieurs pouvoirs. Il vote les lois, les lois de finances, les lois de financement de la sécurité sociale (LFSS), autorise la déclaration de guerre, autorise l’adoption des accords et la ratification des traités ayant des conséquences finances publiques.
Il peut également assurer l'intérim du chef de l'État (par le président du Sénat) en cas de vacance du pouvoir jusqu'à la prochaine élection présidentielle.

## En France

### Ancien Régime
Sous l'Ancien Régime, ce qu'on appelle aujourd'hui le pouvoir législatif, ou domaine législatif, est lui-même séparé en trois :
- la décision de consentir à l'impôt ou de l'augmenter, la définition de son montant, de son assiette, de sa répartition, n'appartient pas au roi mais aux États généraux, réunion des États provinciaux, où chaque province envoie ses députés élus dans des assemblées primaires[réf. nécessaire];
- la création ou la modification du droit civil ou criminel n'appartient pas au roi: elle est entièrement populaire, à la fois coutumière et jurisprudencielle. Les différentes coutumes de France constituent ce qu'on appelle le droit oral, elles ont été recueillies par écrit à partir du XIVe siècle sur ordre du roi par des jurisconsultes qui ont fait de vastes enquêtes auprès des populations locales ; des nouvelles dispositions de coutume peuvent être ajoutée au moyen d'une enquête par turb (du latin turba, la foule) qui met en évidence l'unanimité d'une pratique ; les lois fondamentales du royaume relèvent aussi de la coutume. Dans certaines provinces du midi, dites de droit écrit, un droit romain adapté localement tient lieu de coutume, ou y supplée. Dans chaque province, les jugements rendus sur le fondement d'une coutume, relèvent en appel d'une cour de justice supérieure appelée parlement. Lorsqu'une question qui n'était pas, ou mal traitée par la coutume, a fait l'objet d'une jurisprudence constance, le parlement peut décider, à l'occasion d'une affaire qui lui est soumise, de rendre un "arrêt de règlement" dans laquelle il fait la synthèse de la jurisprudence sous forme d'une suite d'articles concis et numérotés qui sont un véritable chapitre de code. Bien que le roi n'ait en principe aucun pouvoir pour changer le droit civil ou criminel, le Conseil du roi a la possibilité de se saisir de toute action soumises à ses parlements, de la faire évoquer devant lui et de la juger ; il a donc un pouvoir pour infléchir la jurisprudence ;
- la création et la réforme des institutions royales, des tribunaux, des parlements, du ministère public, des armées, de la maréchaussée, de la marine de guerre et de commerce, des arsenaux, de la noblesse, des officiers, des notaires, des métiers et de leur police, du commerce, des marchés, des manufactures, de la monnaie, des douanes, des services de collecte des impôts, des langues, des académies royales, des collèges royaux, des petites écoles (primaires), des eaux et forêts, des ports, de l'administration, des œuvres et du patrimoine du Clergé (universités, hôtels-Dieu, collèges, congrégations d'assistance, d'enseignement, charitables, savantes, etc.), des hôpitaux généraux, des épidémies, de l'organisation des municipalités, de la diplomatie, du domaine royal, des routes royales, des canaux, des archives, de l'état civil, c'est-à-dire toutes les lois qu'on appelle actuellement de règlement d'administration publique, sont de la compétence du roi. Pour cela, il prend des ordonnances, des édits, et des lettres patentes.

On voit par là qu'en France, le roi ne disposait du pouvoir législatif, ni dans le domaine de la fiscalité, ni dans celui du droit (ceux-ci étant exercés directement par le peuple), mais uniquement dans le domaine de l'administration publique.[réf. nécessaire] Avec la Révolution, ces trois domaines de compétence (impôt, droit, institutions) vont être réunis en un seul pour créer le pouvoir législatif et pour l'attribuer à l'ancienne assemblée fiscale (les États généraux) qui prend alors le nom d'Assemblée nationale. La distinction qui est faite aujourd'hui entre le domaine législatif et le domaine réglementaire ne correspond pas aux domaines sur lesquels porte la loi, mais à celle entre la volonté des députés manifestée par des lois et l'exécution de cette volonté (par le pouvoir exécutif).

### Depuis 1789
Ce nouveau pouvoir législatif est, en droit constitutionnel français, traditionnellement détenu par une ou plusieurs chambres parlementaires. Sous la Cinquième République, le pouvoir législatif est détenu par le Sénat et l'Assemblée nationale mais également par le peuple français lors de la mise en œuvre du référendum législatif prévu par l'article 11 de la Constitution de 1958.
Fait partie du pouvoir législatif également le Conseil économique, social et environnemental, dont l'assemblée constitutionnelle est composée de représentants sociaux (patronat, syndicats, associations), mais uniquement à titre consultatif.
Un texte de loi peut également avoir pour origine une procédure législative européenne.
Le pouvoir législatif est le pouvoir qui vote et édicte la loi au sens large. Il a un pouvoir de censure et de contrôle sur le pouvoir exécutif grâce à la motion de censure (à noter que le Sénat ne peut renverser un gouvernement par le vote d'une motion de censure). Seul le président de la République, qui pourtant fait partie du pouvoir exécutif, n'est pas responsable devant l'Assemblée nationale. Il exerce, au contraire, un moyen de pression sur le pouvoir législatif en pouvant dissoudre l'Assemblée nationale : la plupart du temps pour gouverner avec une majorité présidentielle de son bord et donc éviter une cohabitation.

## Enrégime parlementairede typebritannique
Le pouvoir législatif est au minimum composé d'un parlement monocaméral, c’est-à-dire composé d'une seule chambre élue. À l'origine et encore aujourd'hui dans plusieurs endroits, le pouvoir législatif est plutôt composé en système bicaméral, c’est-à-dire d'une chambre basse et d'une chambre haute. Le premier ministre et les ministres, qui forment le pouvoir exécutif, doivent être membres de l'une des chambres, généralement la chambre élective. Le premier ministre est le chef de la majorité politique de la chambre basse (le chef de la majorité de l'assemblée nationale en France est le premier ministre). Dans le cadre d'un régime parlementaire, le premier ministre est le vrai chef de l'exécutif.

## En Suisse
En Suisse, il est détenu par l'Assemblée fédérale (parlement) et se compose de deux chambres : le Conseil national qui représente le peuple et le Conseil des États qui représente les cantons. Les deux conseils ont strictement les mêmes pouvoirs.

## Au Québec
Au Québec, le pouvoir législatif est détenu par le Parlement, composé de l'Assemblée nationale et du lieutenant-gouverneur :
- l'Assemblée nationale est constituée de personnes élues appelées députés, députées. Certaines de ces personnes détiennent aussi le pouvoir exécutif, on dit donc de ces dernières personnes qu'elles constituent le gouvernement du Québec ;
- le lieutenant-gouverneur ou la lieutenante-gouverneure est une personne qui représente la Couronne au Québec. Cette personne occupe une position essentiellement symbolique.

On dit du Parlement du Québec qu'il est monocaméral, c'est-à-dire qu'il n'est formé que d'une seule chambre, L'Assemblée nationale. Il se distingue en cela du Parlement du Canada, qui est pour sa part bicaméral, puisqu'il comprend à la fois la Chambre des communes et le Sénat.